# Solens kerne
Solens kerne siges at gå fra centrum af solen til omkring 0,2 til 0,25 solradier, og det er den varmeste del af solen og solsystemet. Kernen har en massetæthed på 150 g/cm³ (150 gange massetætheden af vand) ved centrum, og en temperatur på 15 millioner Kelvin (solens overflade er ca. 6.000 Kelvin). Kernen består af varmt komprimeret gas i plasmaform (ioniseret gas), ved et (estimeret) tryk på 265 milliarder bar (26,5 petapascal (PPa)) ved kernens centrum.
Kernen indenfor 0,25 solradier, indeholder næsten 50% af solens masse, men kun omkring 2% af solens rumfang. Desuden produceres størstedelen af solens fusionsenergi indenfor 0,10 solradier af kernens centrum. Der er to forskellige reaktioner i kernen som omdanner 4 hydrogenkerner til en heliumkerne; proton-proton-kædereaktionen, som er ansvarlig for størstedelen af solens energi, og CNO-cyklussen.

## Energiproduktion
Energi bliver produceret af exoterme reaktioner (kernefusion) der hovedsageligt omdanner hydrogen til helium. Kernen er den eneste del af solen hvor der produceres en mærkbar mængde varme via fusion: resten af solen opvarmes via varmeoverførsel fra kernen og ud efter. Al energi, der produceres af fusion i kernen, skal gennemtrænge flere på hinanden liggende lag til solens fotosfære, før det kan komme ud i rummet som sollys eller kinetisk energi i form af partikler.
Omkring 3,7 ×1038 protoner (hydrogenkerner), svarende til 600 millioner ton, konverteres til heliumkerner i sekundet, hvilket frigiver en energi på 380 yottawatt (3,8 ×1026 watt).

## Energioverførsel
De højenergi-fotoner (gamma- og røntgenstråling) der udløses ved fusionen i kernen tager lang tid om at nå solens overflade, bl.a. da de nedbremses af den indirekte rejse, såvel som den konstante absorption og emission ved lave energier i solens kappe. Estimater for "fotonrejsetiden" går fra op til 50 millioner år helt ned til 17.000 år. Efter den sidste tur gennem det konvektive ydre lag til den transparente "overflade" af fotosfæren, undslipper fotonerne som synligt lys. Hver gammastråle i solens kerne bliver konverteret til adskillige millioner lysfotoner før det kommer ud i rummet. Fusionsreaktionerne i kernen udvikler også neutrinoer, men til forskel for fotonerne reagerer de sjældent med andre stoffer og kan derfor undslippe solen næsten med det samme. I mange år var målingerne af neutrinoer produceret af solen meget lavere end teorierne omkring dette havde forudset, et problem som man senere har løst gennem en bedre forståelse for neutrino oscillation.